# دستگاه نمایش

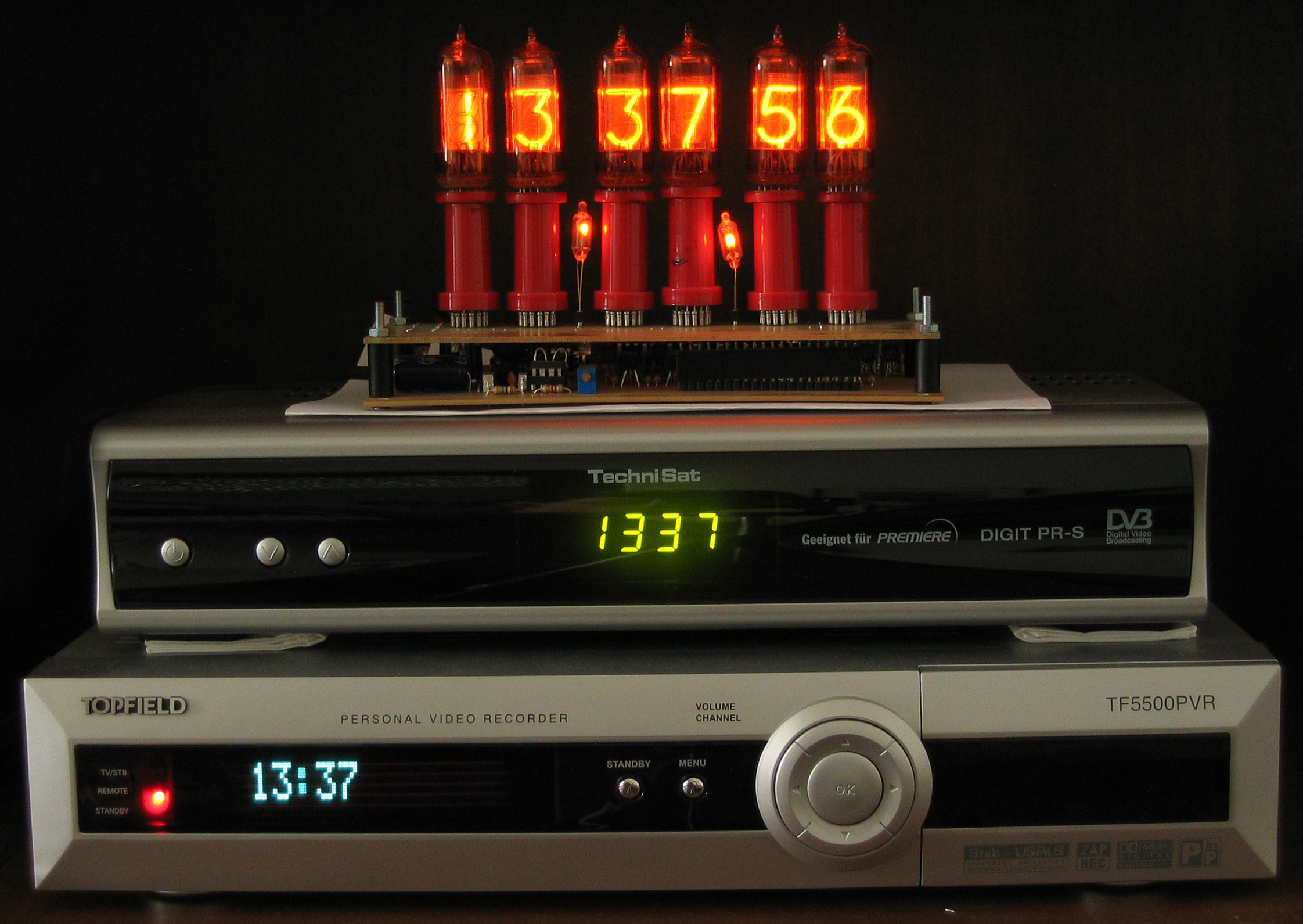
از بالا به پایین: لامپ نیکسی، صفحه نمایش LED و صفحه نمایش VF،

نمایشگر (به انگلیسی: Display device) یک دستگاه خروجی برای نمایش اطلاعات به صورت دیداری یا لمسی (برای افراد نابینا استفاده می‌شود) است. زمانی که اطلاعات ورودی ارائه شده دارای سیگنال الکتریکی باشد، آن را نمایشگر الکترونیکی می‌نامند.
از کاربردهای رایج نمایشگرهای دیداری الکترونیکی، تلویزیون‌ها یا مانیتورهای رایانه هستند.